# 谢尔盖·菲拉托夫
谢尔盖·亚历山德罗维奇·菲拉托夫（俄语：Сергей Александрович Филатов，1936年7月10日—2023年8月25日），是莫斯科出身的俄罗斯政治人物，作家。叶利钦的亲信。

## 生平
1936年生于莫斯科。父亲是作家，诗人，苏联作家协会会员，参加过苏德战争。1955年中学毕业后在莫斯科镰刀和锤子冶金工厂上班，担任轧制车间助理电工，共青团支部书记。1964年毕业于莫斯科动力学院，获电气工程学位。
1984年获技术科学副博士学位。1987年因开发出新型连铸连轧工艺而荣获苏联国家奖。1990年3月当选为俄罗斯联邦最高苏维埃代表，11月担任第一副主席。1993年1月至1996年1月担任俄罗斯总统办公厅主任。期间曾联合日里诺夫斯基等杜马议员以及第一副总理奥列格·伊万诺维奇·洛博夫试图通过《俄台关系法》发展俄罗斯与台湾的关系，以牵制中国。1996年，在杜马提交议案，要求在中国进行台海导弹演习时支持台湾。
荣获荣誉勋章一枚，友谊勋章一枚，奖章多枚。